# ダミアン・ピサーロ
ダミアン・ニコラス・ピサーロ・エンケオ（Damián Nicolás Pizarro Huenuqueo, 2005年3月28日 - ）は、チリの首都州サンティアゴ出身のプロサッカー選手。セリエAのウディネーゼ・カルチョ所属。ポジションはフォワード。チリ代表。

## 経歴
幼少期からクルブ・ウニベルシダ・デ・チレのユースアカデミーでプレーしていた。CSDコロコロのユースチームとの試合で2得点を記録すると、コロコロのユース監督アリエル・パオロロッシの目に留まり、練習に招待される。そして練習開始後、わずか10分間でコロコロとの契約が決定し、2020年からユースアカデミーに加入した。
2021年10月28日、コロコロの選手が新型コロナウイルスの影響で62人隔離されて人手不足に陥ったため急遽トップチームに招集され、同日のアウダックス・イタリアーノ戦に出場してプロデビューした。
2023年3月18日のCDコブレサル戦でプロ初得点を記録した。監督からは「天井知らずのポテンシャル」と称賛され、特にコパ・リベルタドーレスのボカ・ジュニアーズ戦でのパフォーマンスが高く評価された。しかし、その後の8試合では得点を記録することができなかった。

## 代表歴
2023年のパンアメリカン競技大会にU-23チリ代表で出場し、準優勝した。同年には2026 FIFAワールドカップ・南米予選にてチリ代表に初招集され、ウルグアイ戦に出場してA代表デビューした。

## 個人成績

### 代表
| チリ代表 | 国際Aマッチ | 国際Aマッチ |
| 年       | 出場        | 得点        |
| -------- | ----------- | ----------- |
| 2023     | 1           | 0           |
| 通算     | 1           | 0           |